# Mall of Asia Arena
Mall of Asia Arena es un pabellón deportivo multiusos en el complejo del SM Mall of Asia, en  Pasay, Manila (Filipinas). Tiene un aforo de 16 000 espectadores  para eventos deportivos, y una capacidad de casa llena de 20 000. La Arena se inauguró oficialmente el 16 de junio de 2012. Cuenta con asientos retráctiles y un edificio de aparcamiento 2000-capacidad.
Además, este recinto es usado para otros eventos no deportivos, como conciertos, dando lugar a que artistas como Taylor Swift, Miley Cyrus, Ariana Grande, Lady Gaga, Fifth Harmony, Mariah Carey, Rihanna, Jennifer Lopez, Nicki Minaj, Alicia Keys, Bruno Mars, Shawn Mendes, Aerosmith, Paramore, Madonna, Kylie Minogue o Britney Spears pasen con sus respectivas giras por este recinto.
SM Mall of Asia Concert Grounds
Se trata de una extensa explanada en el exterior al arena utilizado también para la realización de conciertos y otros eventos multitudinarios.

## Miss Universo 2016
En ese lugar se llevó a cabo la celebración del 65.ª edición del certamen de belleza Miss Universo el 30 de enero de 2017, del cual salió ganadora la francesa Iris Mittenaere.

## Miss Tierra 2017-2019
Se celebró la 17.ª edición del certamen de belleza Miss Tierra el 4 de noviembre de 2017, salió vencedora la filipinas Karen Ibasco.
Por segunda vez se celebró en ese lugar la 18.ª edición del certamen de belleza Miss Tierra el 3 de noviembre de 2018, al final del evento la vietnamita  Nguyễn Phương Khánh salió ganadora. 
En la edición de 2019 por última vez se aclamo el Miss Tierra, ganó la puertorriqueña Nellys Pimentel.